# Michael Bohnert
Michael Bohnert (* 21. November 1963 in Gernsbach/Landkreis Rastatt) ist ein deutscher Rechtsmediziner und Professor an der Julius-Maximilians-Universität Würzburg.

## Leben und Wirken
Michael Bohnert studierte ab 1985 Humanmedizin an der Universität Freiburg, wo er 1992 promoviert wurde. Von 1992 bis 1994 war er am Institut für Pathologie der Krankenanstalten Konstanz und am Institut für Rechtsmedizin der Universität Bern und anschließend bis 2010 am Institut für Rechtsmedizin des Universitätsklinikums Freiburg tätig. Nach Abschluss seiner Facharztausbildung als Rechtsmediziner habilitierte er sich 2001 in Freiburg und wurde im selben Jahr zum Oberarzt und 2006 zum außerplanmäßigen Professor der Universität Freiburg ernannt.
Seit 2010 wirkte er zunächst als kommissarischer Vorstand am Institut für Rechtsmedizin der Universität Würzburg und übernahm 2011 die Institutsleitung.

## Forschungsgebiete
Bohnerts Forschungsschwerpunkte liegen in den Bereichen der medizinischen Kriminalistik, der forensischen Morphologie, der Anwendung optischer Verfahren zum Aufspüren und zur Dokumentation von Spuren und Verletzungen, sowie der Traumatologie und Morphologie der Schädigung durch Hitze.

## Auszeichnungen
- 2003: Konrad-Händel-Preis[2]
- 2017: Albert-Koelliker-Lehrpreis der Medizinischen Fakultät der Julius-Maximilians-Universität Würzburg[3]